# Weißbauchratten
Die Weißbauchratten (Niviventer) sind eine Nagetiergattung aus der Gruppe der Altweltmäuse (Murinae). Die Gattung umfasst 17 Arten. Sie sind in Süd- und Südostasien beheimatet, ihr Verbreitungsgebiet reicht von Indien und dem mittleren China bis Borneo und Java. Ihr Lebensraum sind verschiedene Waldformen, sowohl Tiefland- als auch Gebirgswälder. Sie können sowohl am Boden als auch in den Bäumen leben.

## Merkmale
Weißbauchratten sind mittelgroße, rattenähnliche Tiere. Sie erreichen eine Kopfrumpflänge von 11 bis 21 Zentimetern, wozu noch ein 12 bis 27 Zentimeter langer einfarbiger oder zweifarbiger Schwanz kommt. Ihr Gewicht beträgt, soweit bekannt, rund 60 bis 80 Gramm. Die Fellfärbung am Rücken variiert von graubraun bis gelb- oder rotbraun, der Bauch ist meist weiß bis cremeweiß.
Kennzeichnend sind verschiedene Schädelmerkmale. So befindet sich der Ansatz des Jochbogens am Schläfenbein sehr hoch am Hirnschädel. Das Foramen incisivum reicht bis zu den ersten Molaren und die hintere Kante des knöchernen Gaumens reicht bis zum Hinterrand des dritten oberen Molaren. Die Paukenblase ist vergleichsweise klein.

## Systematik
Die Weißbauchratten bilden eine eigene Gattung innerhalb der Altweltmäuse. Die Erstbeschreibung der Gattung erfolgte durch Joe Truesdell Marshall im Jahr 1976, wobei er die Art Niviventer niviventer, ursprünglich Mus niviventer Hodgeson, 1836, als Nomenklatorischen Typus festlegte.
Wilson & Reeder (2005) unterscheiden folgende 17 Arten:
- Anderson-Weißbauchratte (Niviventer andersoni) lebt in Bergländern im mittleren und südlichen China.
- Brahma-Weißbauchratte (Niviventer brahma) bewohnt das nordöstliche Indien und das nördliche Myanmar.
- Cameron-Hochland-Weißbauchratte (Niviventer cameroni) kommt nur im Cameron-Hochland auf der Malaiischen Halbinsel vor.
- Chinesische Weißbauchratte (Niviventer confucianus) ist im mittleren und östlichen China und dem nördlichen Südostasien beheimatet.
- Coxing-Weißbauchratte (Niviventer coninga) lebt nur auf Taiwan.
- Sunda-Weißbauchratte (Niviventer cremoriventer) bewohnt die Malaiische Halbinsel, Sumatra, Borneo und Java.
- Taiwan-Weißbauchratte (Niviventer culturatus) ist auf Taiwan endemisch.
- Kleine Himalaya-Weißbauchratte (Niviventer eha) bewohnt die Himalaya-Region im nördlichen Indien und Nepal sowie dem südlichen China.
- Sichuan-Weißbauchratte (Niviventer excelsior) lebt im südwestlichen China.
- Sumatra-Weißbauchratte (Niviventer fraternus) kommt im westlichen Sumatra vor.
- Kastanien-Weißbauchratte oder Kastanienmaus (Niviventer fulvescens) ist über ganz Südostasien weitverbreitet.
- Kalkstein-Weißbauchratte (Niviventer hinpoon) bewohnt ein kleines Gebiet in Südost-Thailand.
- Lang-Bian-Weißbauchratte (Niviventer langbianis) kommt in weiten Teilen des nördlichen Südostasien vor.
- Schmalschwanz-Weißbauchratte (Niviventer lepturus) lebt auf Java.
- Große Himalaya-Weißbauchratte oder einfach Weißbauchratte (Niviventer niviventer) bewohnt die Himalaya-Region im nördlichen Südasien.
- Langschwanz-Weißbauchratte (Niviventer rapit) ist auf Borneo endemisch.
- Indochinesische Weißbauchratte (Niviventer tenaster) lebt im nördlichen Südostasien.

Zu den bedrohten Arten zählen laut IUCN C. cameroni und C. cremoniventer, die als „gefährdet“, und C. culturatus, die als „gering gefährdet“ gelistet werden. Für C. hinpon fehlen genaue Daten, die übrigen Arten sind laut IUCN „nicht gefährdet“.
Systematisch werden die Weißbauchratten innerhalb der Altweltmäuse in die Dacnomys-Gruppe eingeordnet.

## Belege
1. 1 2 3  Ronald M. Nowak: Walker's Mammals of the World. 2 Bände. 6. Auflage. Johns Hopkins University Press, Baltimore MD u. a. 1999, ISBN 0-8018-5789-9.
2. 1 2  Robert S. Hoffmann, Andrew T. Smith: Genus Niviventer. In: Andrew T. Smith, Yan Xie: A Guide to the Mammals of China. Princeton University Press, Princeton NJ 2008, ISBN 978-0-691-09984-2, S. 265.
3. 1 2   Niviventer (Memento vom 7. Oktober 2015 im Internet Archive). In: Don E. Wilson, DeeAnn M. Reeder (Hrsg.): Mammal Species of the World. A taxonomic and geographic Reference. 2 Bände. 3. Auflage. Johns Hopkins University Press, Baltimore MD 2005, ISBN 0-8018-8221-4.